# شهریور (اردبیل)
شهریور روستایی است که در استان اردبیل، شهرستان اردبیل، بخش مرکزی، دهستان سردابه قرار دارد.

## جمعیّت
بر اساس سرشماری سال ۱۳۸۵ جمعیّت این روستا ۴۷۴ نفر با ۱۱۸ خانوار بوده‌است. 